# Crevedia Mare (gmina)
Crevedia Mare – gmina w Rumunii, w okręgu Giurgiu. Obejmuje miejscowości Crevedia Mare, Crevedia Mică, Dealu, Găiseanca, Priboiu i Sfântu Gheorghe. W 2011 roku liczyła 5221 mieszkańców. 